# Liste der Mittelgebirge in Nordrhein-Westfalen

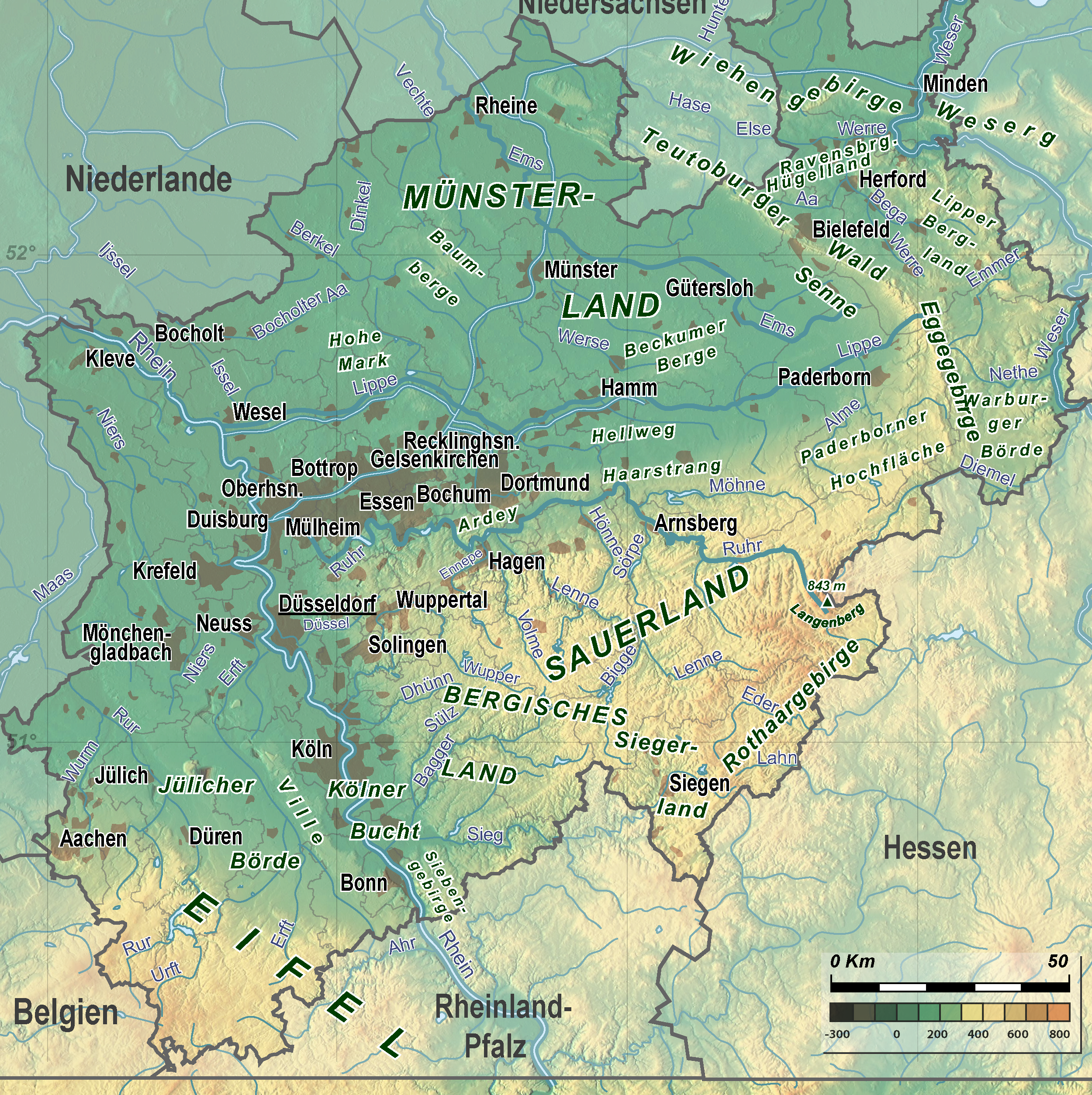
Landschaften und Flüsse Nordrhein-Westfalens

Im Folgenden die Liste der Mittelgebirgslandschaften, Mittelgebirge und bedeutenden Höhenzüge in Nordrhein-Westfalen. Kursiv gedruckte Gebiete liegen außerhalb des Mittelgebirgsraumes und dienen nur der Orientierung, mit Sternchen* versehene liegen nur zu einem kleinen Teil in dem Bundesland.
Rheinisches Schiefergebirge
- linksrheinisch
  - Hohes Venn
  - Eifel
    - Ahreifel
    - Zitterwald
- rechtsrheinisch
  - Süderbergland
    - Bergisches Land
    - Sauerland mit Haar/Haarstrang
      - Arnsberger Wald
      - Ebbegebirge
      - Haar mit Ardeygebirge
      - Lennegebirge
      - Rothaargebirge

    - Siegerland

  - Siebengebirge
  - Westerwald*

Weserbergland beziehungsweise Niedersächsisches Bergland
- oberes Weserbergland
  - Eggegebirge
  - Lipper Bergland
- unteres Weserbergland
  - Teutoburger Wald mit Lippischer Wald
  - Wiehengebirge
- Weser-Leine-Bergland*
  - Wesergebirge

einzelne Höhenzüge im Norddeutschen Tiefland:
- in der Kölner Bucht
  - Ville/Vorgebirge
- in der Westfälischen Bucht
  - Baumberge
  - Borkenberge
  - Beckumer Berge
  - Haard
  - Hohe Mark (mit Rekener Kuppen)
    - Rekener Berge
    - Die Berge
- in der Dümmer-Geestniederung
  - Stemmer Berge